# Cestovní ruch ve Spojeném království
Spojené království je 10. největší turistickou destinací na světě s více než 37 miliony návštěv v roce 2018. Odvětví cestovního ruchu přispělo k HDP v roce 2017 celkem 213 miliardami GBP, přičemž se očekává, že do roku 2028 vzroste na 265 miliard GBP. Hlavními turistickými destinacemi země jsou Londýn, Edinburgh, Oxford, Cambridge, York a Canterbury. Spojené království hostí celkem 32 památek světového dědictví, což je 8. nejvíce na světě. Cestovní průvodce Lonely Planet zvolil Anglii číslo 2, hned po Bhútánu, jako jednu z nejlepších zemí k návštěvě v roce 2020. Mezi nejoblíbenější města patří Londýn, Edinburgh a Manchester a mezi pozoruhodné atrakce patří Westminsterský palác, London Eye a Edinburský hrad.

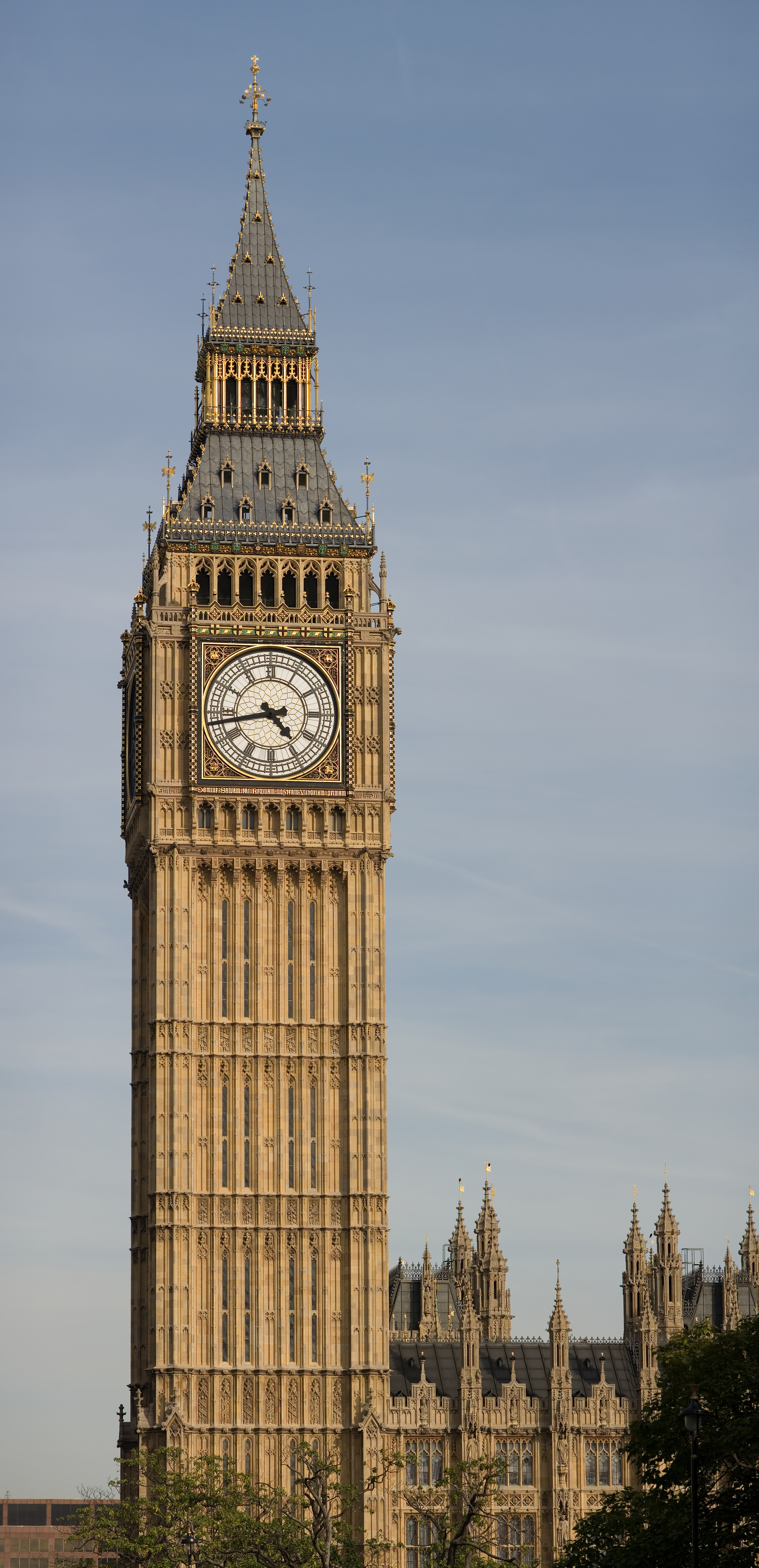
Big Ben v Londýně

## Historie
Cestovní ruch se poprvé začal zvyšovat během 17. století, kdy bohatí Evropané následovali „Grand Tour“ po západní Evropě, která tradičně začínala ve Spojeném království před cestou do Itálie. Během průmyslové revoluce cestovní ruch neustále rostl, protože lidé začali mít více disponibilního příjmu a technologický pokrok učinil dopravu pohodlnější a dostupnější. V roce 1841 vzal Thomas Cook, zakladatel Thomas Cook & Son, 500 cestujících vlakem na zpáteční cestu z Leicesteru do Loughborough. Toto byla jeho první exkurze a je považována za významný milník ve vytvoření britského turistického průmyslu. Světové války utlumily růst turistického sektoru, ačkoli po 2. světové válce vláda začala zavádět opatření ke zvýšení cestovního ruchu, když si uvědomovala jeho politický a ekonomický vliv. V roce 1987 odhadovala Světová turistická organizace 3,4 % HDP Spojeného království z cestovního ruchu. V poslední době nízkonákladové letecké společnosti a levné ubytování způsobily téměř nepřetržitý meziroční růst. V nedávné době měly teroristické útoky ve Spojeném království, jako byly bombové útoky 7. července 2005, očekávaný negativní dopad na turistický průmysl. Globální finanční krize z roku 2008 způsobila tři roky po sobě jdoucí pokles počtu návštěvníků ze zámoří, a to jediné období mezi lety 2002 a 2017.

## Domácí cestovní ruch
Domácí cestovní ruch zůstává největší složkou turistických výdajů ve Spojeném království, přičemž výdaje v roce 2008 dosáhly podle VisitBritain 21,9 miliardy liber. Národní statistický úřad rovněž odhaduje, že v roce 2009 bylo uskutečněno 126 milionů cest. Nejrušnějším obdobím pro vnitrostátní cestování ve Spojeném království jsou svátky a letní měsíce, přičemž nejrušnější je srpen.

## Hlavní atraktivity
Londýn je nejnavštěvovanějším městem ve Spojeném království a některá menší města přitahují značné množství turistů. Další velká města v kraji, jako je Manchester a Liverpool, přitahují velká čísla a některá menší města mají hlavní turistické atrakce. Univerzitní města Oxford a Cambridge jsou navzdory menšímu počtu obyvatel celosvětově uznávána díky odkazu univerzit v Oxbridge. VisitBritain, turistická rada Velké Británie, analyzuje data z Úřadu pro národní statistiku, aby odhadla počet návštěvníků, kteří navštíví každou atrakci. To může být obtížné změřit u památek, jako je Buckinghamský palác nebo Westminsterský palác, protože mnoho turistů navštíví okolní oblast, aniž by byli skutečně vpuštěni do místa konání.

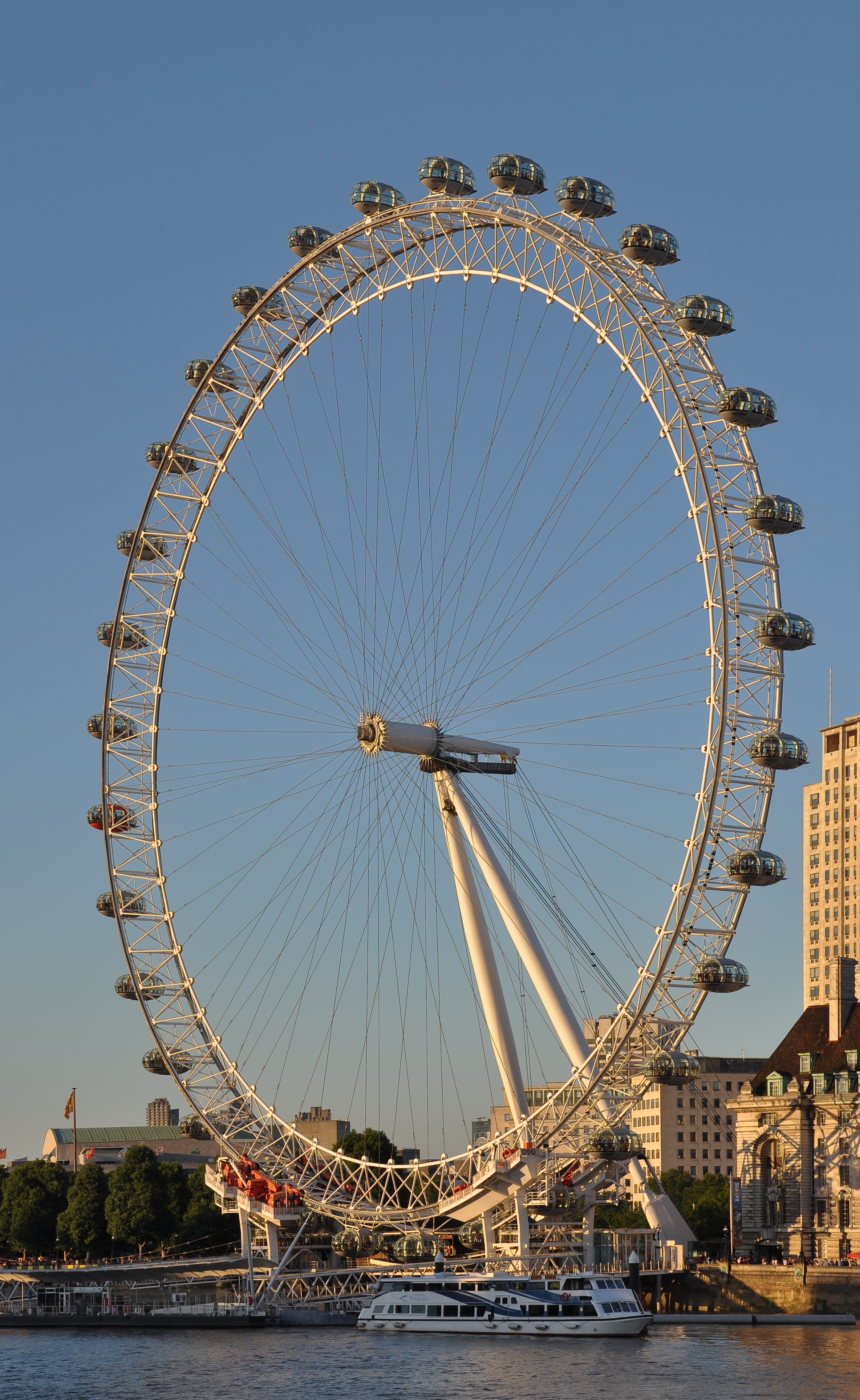
London Eye

## Doprava

### Přílet do Spojeného království
Spojené království má pouze jednu pozemní hranici, kde se Severní Irsko setkává s Irskou republikou. Tato hranice je považována za otevřenou hranici kvůli uspořádání společného cestovního prostoru a v důsledku toho podléhá minimálním kontrolám. Nedostatek kontroly na hranicích ztěžuje odhad počtu návštěvníků z Irské republiky do Severního Irska. V roce 2018 byl celkový počet mezinárodních návštěv Spojeného království 37,9 milionu. Z 37,9 milionu návštěvníků přiletělo 29,06 milionu letadlem, 4,81 milionu lodí a 4,04 milionu projelo z Francie tunelem pod Lamanšským průlivem.

### Cestování v rámci Spojeného království

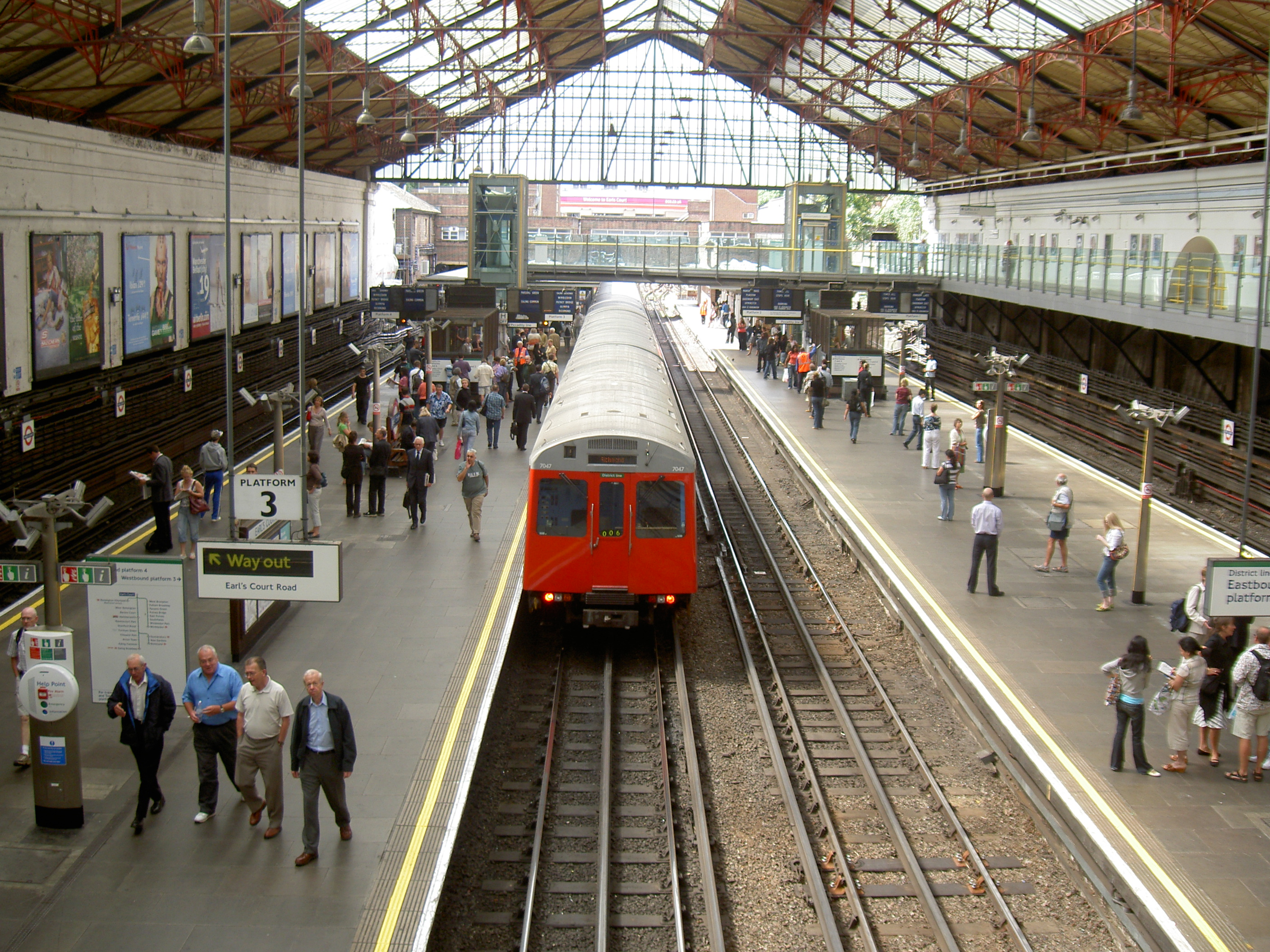
Vlaková zastávka v Londýně

48 % turistů využívá vnitroměstské autobusy, metro, tramvaje a vlaky metra; jsou zdaleka nejoblíbenějšími způsoby dopravy. Dalšími nejběžnějšími způsoby dopravy jsou taxíky a vlaky (mimo město) s 27 % a 23 %. Vlaky se k cestování mezi městy používají výrazně více než letadla, přičemž pouze 1 % mezinárodních návštěvníků létá vnitrostátně. To bylo přičítáno obrovské železniční síti Spojeného království, která je nejekonomičtějším způsobem cestování. Navzdory tomu, že Uber je v právní bitvě o provozování v Londýně, vzestup Uberu a dalších společností pro spolujízdu po celém Spojeném království vedl k tomu, že je používá 9 % mezinárodních turistů a očekává se, že se budou dále zvyšovat, čímž se sníží podíl na trhu jiných způsobů dopravy.

## Akce, festivaly a výstavy

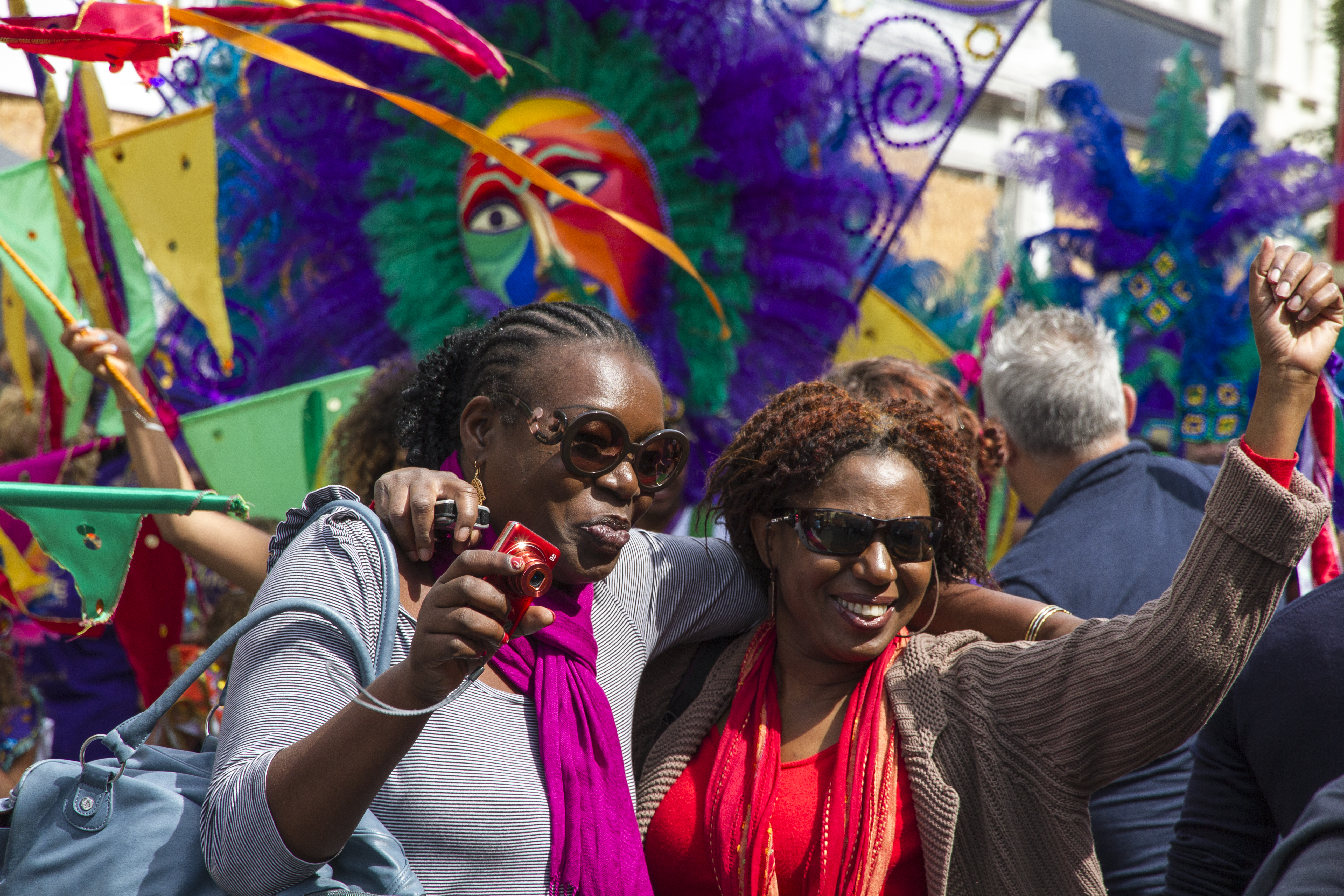
Notting Hill Carnival

Spojené království hostí řadu akcí, které přitahují mezinárodní i domácí turisty. Některé z nejznámějších festivalů Spojeného království zahrnují Notting Hill Carnival, Glastonbury a Edinburgh Fringe Festival. Tyto festivaly mají nejen kulturní význam, ale jsou také hlavní ekonomickou složkou turistického průmyslu Spojeného království, přičemž samotné Glastonbury ročně přispívá do ekonomiky 100 miliony liber. Krása, nemovitosti a zbrojní průmysl jsou některé z mnoha průmyslových odvětví, která pořádají veletrhy a výstavy po celý rok po celém Spojeném království, přičemž většina se koná v Londýně nebo Birminghamu. VisitBritain odhaduje, že v roce 2015 se uskutečnilo 65 milionů denních návštěv soustředěných kolem akcí, festivalů a výstav a celkově představovaly 5 % všech jednodenních turistických návštěv a čisté výdaje ve výši 3,6 miliardy liber.